# Rachid el-Basir
Rachid el-Basir (né le 4 octobre 1968 à Casablanca) est un athlète marocain spécialiste des épreuves de demi-fond, notamment le 1 500 mètres.

## Carrière

### Palmarès
| Date | Compétition                    | Lieu      | Résultat           | Épreuve | Performance  |
| ---- | ------------------------------ | --------- | ------------------ | ------- | ------------ |
| 1991 | Championnats du monde          | Tokyo     | Demi-finales (17e) | 1 500 m | 3 min 42 s89 |
| 1991 | Championnats du monde en salle | Séville   | Qualif. (12e)      | 1 500 m | 3 min 45 s83 |
| 1991 | Jeux méditerranéens            | Athènes   | 2e                 | 1 500 m | 3 min 43 s06 |
| 1992 | Jeux olympiques                | Barcelone | 2e                 | 1 500 m | 3 min 40 s62 |
| 1993 | Championnats du monde          | Stuttgart | 7e                 | 1 500 m | 3 min 37 s68 |
| 1993 | Championnats du monde en salle | Toronto   | 9e                 | 1 500 m | 3 min 46 s81 |
| 1993 | Jeux méditerranéens            | Narbonne  | 3e                 | 1 500 m | 3 min 37 s30 |
| 1995 | Championnats du monde          | Göteborg  | 4e                 | 1 500 m | 3 min 35 s96 |
| 1995 | Championnats du monde en salle | Barcelone | Qualif. (13e)      | 1 500 m | 3 min 47 s03 |
| 1996 | Jeux olympiques                | Atlanta   | Qualif.            | 1 500 m | 3 min 42 s85 |

### Records
| Épreuve      | Performance | Lieu    | Date            |
| ------------ | ----------- | ------- | --------------- |
| 1 500 mètres | 3 min33 s82 | Londres | 7 juillet 1995  |
| Mile         | 3 min55 s25 | Oslo    | 10 juillet 1993 |
| 2 000 mètres | 4 min58 s18 | Paris   | 3 juillet 1995  |